# Национално-освободителното движение на македонските и тракийските българи 1878-1944
„Национално-освободителното движение на македонските и тракийските българи 1878-1944“ е крупно четиритомно изследване на Македонския научен институт и Института по история при БАН. 
Първият том, излязал в 1994 година, обхваща периода от подписването на Санстефанския мирен договор до Съединението на България (1878 – 1885). Редактори са Дойно Дойнов и Зина Маркова, а в главната редакция са Добрин Мичев, Дойно Дойнов, Любомир Панайотов и Петър Шапкарев. Във втория том (1995 г.) се разглежда организираното национално-освободително движение ВМОРО и стига до Илинденско-преображенското въстание (1893 – 1903). Редактор е Добрин Мичев, а освен него в главната редакция влизат Веселин Трайков, Дойно Дойнов, Любомир Панайотов и Петър Шапкарев. Третият том (1997 г.) изследва периода от края на въстанието, през войните за национално обединение на България до подписването на Ньойския договор (1903 – 1919). Негов главен редактор е Веселин Трайков, а освен него Добрин Мичев, Дойно Дойнов, Петър Шапкарев и Стоян Германов са в главната редакция на изданието. В четвъртия том (2003 г.) се разглеждат революционното и културно-просветното дело до 1944 година. Редактори са Добрин Мичев и Стоян Германов, а освен тях в главната редакция са Веселин Трайков, Дойно Дойнов, Георги Марков и Димитър Гоцев.